# Cratoptera primularia
Cratoptera primularia är en fjärilsart som beskrevs av Druce 1891. Cratoptera primularia ingår i släktet Cratoptera och familjen mätare. Inga underarter finns listade i Catalogue of Life.